# Alé (film)
Alé è un film documentario del 2019 diretto da Marco Zingaretti. Il film segue per sei mesi una comunità di arrampicatori non professionisti e vede la partecipazione dello scrittore Erri De Luca.

## Trama
(Erri De Luca, Alé)
"Alé" deriva dal termine francese "allez", è la parola più usata nel mondo dell'arrampicata: un'incitazione e un incoraggiamento che riassume lo spirito dell'arrampicata stessa, sport comunitario e d'aggregazione. Il film si sviluppa tra le palestre di arrampicata indoor romane, falesie sparse per l'Italia (Sperlonga, Ferentillo, Frosolone) arrivando fino in Grecia, ad Atene, dove si svolge l'attività di uno dei risuolatori di scarpette d'arrampicata più importanti d'Europa. Erri De Luca è voce e file rouge del film, si è lasciato riprendere durante l'attività arrampicatoria e nel corso di una lunga intervista racconta la filosofia che lo ha accompagnato nella sua esperienza di uomo di montagna. 
Alé è un documentario prodotto dalla Soul Film Production in co-produzione con Mediaset Infinity e Produzioni dal Basso . Presentato in anteprima mondiale al Trento Film Festival 

## Distribuzione
Alé da agosto 2019 è disponibile sulla piattaforma Infinity TV.
Da maggio 2021 è disponibile sulla piattaforma ITACA in Demand.

## Riconoscimenti
- **2019** – FICTS Miglior Opera Prima, premio Enrica Speroni[5].